# 香港已消失山峰
香港有一些山丘，因為城市擴展的關係而被夷平。

## 消失的山峰
- 香港島
  - 摩理臣山，今灣仔摩理臣山游泳池一帶
  - 利園山，今銅鑼灣希慎廣場一帶
  - 康山，今鰂魚涌康怡廣場一帶
- 九龍
  - 大環山，今紅磡大環一帶
  - 官涌山，今佐敦一帶
  - 聖山，舊啟德機場客運大樓一帶，宋王臺原本所在之處
- 新界
  - 象鼻山，今城門谷象山邨一帶